# Адам Єронім Сенявський (коронний писар)
Адам-Єронім Сенявський з Гранова (пол. Adam Hieronim Sieniawski; близько 1623 — ніч з 25 на 26 січня 1650) — польський шляхтич, державний та військовий діяч Корони Польської в Речі Посполитій. Староста львівський 1648, писар польний коронний 1649. Представник спольщеного українського шляхетського роду Сенявських гербу Леліва. Прадід Миколи Василя Потоцького.

## Біографія
Єдиний син надвірного коронного хорунжого Прокопа Сенявського та його дружини Анни Єфросини Ходкевич, єдиний внук Адама Єроніма (старшого) та Катерини Сенявських.
Під час війни під проводом Хмельницького брав участь у боях проти повстанців, потрапив у полон. Хмельницький наказав віддати його татарам. Після розмови з Тугай-беєм був відпущений під лицарське зобов'язання сплатити викуп. Після повернення додому наказав повісити 15 міщан та 2 православних священиків у Бережанах та вирушив до Львова. Не сплатив викуп за себе черкаському старості Миколаю Потоцькому-«ведмежій лабі», який отримав його після рішення Любельського трибуналу (сума зросла до 60000 злотих). Брав участь в обороні обложеного Збаража.
Близько 1643 року одружився з донькою великого коронного гетьмана Станіслава «Ревери» Потоцького Вікторією Ельжбетою Потоцькою (померла після 1670 року; її другим чоловіком був брацлавський воєвода Анджей Потоцький). Їх єдиним сином був Миколай Єронім Сенявський (1645–1683) — воєвода волинський.
Довго хворів перед смертю, після неповного одужання виїхав на сейм. Після повернення з Варшави помер вночі з 25 на 26 січня 1650 р. у Бережанах. Був похований у замковій каплиці в Бережанах. По собі залишив борги, які вдова сплачувала, заставляючи дідичні маєтки.
1648 року, після смерті бабусі, став власником Сатанова.
Після укладеної ним зі спадкоємцем Зофії Ґольської Самуелем Замеховським та коронним гетьманом Станіславом «Реверою» Потоцьким останній став власником Підгайців.